# Erin Perperoglou
Pour les articles homonymes, voir Buescher et Perperoglou.
Erin Perperoglou  née Erin Buescher (née le 5 juin 1979 à Santa Rosa, Californie) est une joueuse américaine professionnelle de basket-ball.

## Carrière universitaire
Après ses débuts au lycée "Rincon Valley Christian" de Santa Rosa, Californie, elle évolue à l'Université de Californie à Santa Barbara (UCSB) de 1998 à 2000. Elle aide à mener son équipe surnommée The Gauchos, à un bilan de 83 victoires - 14 défaites lors de ses trois années avec l'école, UCSB remportant le titre de la Conférence "Big West" et participant à trois reprises au tournoi final NCAA.
En septembre 2001, Buescher est transférée au "The Master's College", une petite école chrétienne de Santa Clarita, Californie. Elle explique que son transfert dans cette petite école était due à ses convictions religieuses.
Lors de son année senior à Master's, Buescher aide son équipe (surnommée The Lady Mustangs) à un bilan de 26 victoires - 3 défaites et à une apparition au tournoi National Association of Intercollegiate Athletics (NAIA). Elle est également partie de l'équipe-type NAIA All-American et fut élue "National Christian College Athletic Association player of the year", meilleure scoreuse, rebondeuse, contreuse et interceptrice de son équipe. Les recruteurs WNBA continuent à suivre son parcours. Elle en sort diplômée en 2001.

## Carrière WNBA
Le 11 avril 2001, elle est sélectionnée par le Lynx du Minnesota au second tour (23e rang) de la draft 2001. Elle passe son année rookie avec le Lynx, jouant 32 rencontres cette année-là, étant titulaire à 19 reprises. Elle est leader des Lynx aux contres (29).
Lors de la saison 2002, le Lynx transfère Buescher au Sting de Charlotte. Elle passe les saisons 2002 et 2003 dans un rôle de complément. Buescher décide de prendre une année sabbatique de la WNBA pour raisons personnelles, pour jouer en Nouvelle-Zélande et en Grèce.
Erin épouse Strátos Perpéroglou, international grec du Panathinaikos .
Les Sting transfèrent Buescher, avec Nicole Powell et Olympia Scott-Richardson aux Monarchs de Sacramento en échange de Tangela Smith et d'un second tour de draft 2006. Bien que Buescher soit utilisée dans un rôle de complément, le transfert est bénéfique pour les Monarchs, qui remportèrent le titre de champion WNBA en battant les Connecticut Sun trois victoires à une.
Lors de la saison 2006, les Monarchs utilisent Buescher plus régulièrement après que sa coéquipière DeMya Walker soit tombée enceinte. Buescher est leader de la WNBA au pourcentage de réussite aux tirs (53,7 %) lors de la saison régulière et obtient le trophée de "WNBA Most Improved Player".
En mars 2007, Buescher rejoint les Silver Stars de San Antonio en tant qu'agent libre, où elle termine sa carrière en 2009.

## Anecdotes
- Passionnée de surf, Buescher est membre de l'organisation des surfeurs chrétiens.
- Dans des interviews, elle a dit qu'elle était intéressée pour être missionnaire à l'issue de sa carrière.
- Elle parle couramment espagnol et grec.

## Distinctions individuelles
- Joueuse ayant le plus progressé de la saison WNBA 2006[7]